# Чан
Вижте пояснителната страница за други значения на Чан.
Чанът е традиционен български звънец с конусовидна форма, отлят от метал. Понякога е украсен с релеф от външната страна. Използва се като музикален инструмент или сигнален инструмент при домашните животни, както и в българския фолклор – при танците на кукерите.
Поредица от много чанове се нарича дизия.
Чановете обикновено се изработват от сплав на мед, цинк и калай в съотношение 6:1:1 и малко сребро за по-добро звучене.